# Loris lent
El loris lent (Nycticebus coucang) és una espècie de primat estrepsirrí nadiu de Indonèsia, l'oest de Malàisia, el sud de Tailàndia i Singapur. Fa entre 27 i 38 centímetres de llarg des del cap fins a la cua, i pesa entre 599 i 685 grams. Com altres loris lents, té un nas humit (rinari), un cap arrodonit, les orelles petites i amagades entre el pèl, un rostre aplanat, uns ulls grossos i un vestigi de cua.
El loris lent és una animal nocturn i arborícola, que viu generalment als boscos de fulla perenne, on prefereix les selves pluvials amb un dosser dens i continu. Té un metabolisme extremadament lent en comparació amb el d'altres mamífers de la mateixa grandària. Té una dieta de saba, nèctar de les flors, fruits i artròpodes. A més s'alimenta de goma i saba llepant les ferides dels arbres. És una espècie més aviat solitària. Un estudi va revelar que només un 8 % del temps el passa a prop d'altres individus. No tenen gaire vida social i són monògams. Les cries viuen amb els pares. Dorm durant el dia, embolicat com una bola a parts ocultes dels arbres (branques, branquetes, fulles de palma o lianes). Després d'un període de gestació de 192 dies, donen a llum generalment una sola cria, la qual se separa dels pares entre els 16 i 27 mesos, quan assoleix la maduresa sexual.
L'espècie és a la llista d'espècies vulnerables de la Llista Vermella de la UICN, ja que està amenaçada amb l'extinció a causa de la creixent demanda de loris lents en el comerç de mascotes exòtiques. És una de les espècies de primat més venudes dels mercats d'Indonèsia. Quan es venen com a animals de companyia, sovint els treuen les dents, el qual els pot provocar infeccions o la mort, a més de fer impossible de reintroduir-lo en la natura. També pateix la pèrdua d'hàbitat, un fet greu a les zones on viu.

## Etimologia
El nom específic coucang deriva de la paraula kukang, que és el seu nom comú a Indonèsia. També se'l coneix amb els nom de malu-malu, que vol dir "tímid" en indonesi, i bukang o Kalamasan. De vegades se l'anomena Kuskus, donat que els habitants locals no distingeixen entre el loris lent i els cuscussos, un grup de pòssums australians. A Malàisia de vegades són coneguts amb el nom de kongkang o kera duku. Kera és la paraula malaia per mico i duku el nom malai de l'arbre Lansium domesticum, on sovint se'l pot trobar. A Tailàndia és anomenat ling lom (ลิงลม), que vol dir «mico de vent».

## Taxonomia i filogènia
El loris lent fou descrit per primer cop del 1785 del metge i naturalista neerlandès Pieter Boddaert, amb el nom de Tardigradus coucang. No obstant això,  va ser descobert el 1770, quan el seu compatriota Arnout Vosmaer (1720–1799) va descriure un espècimen, dient que era una mena de peresós. Vosmaer li donà el nom en francès le paresseuz pentadactyle du Bengale (traduït, ‘gandul pentadàctil de Bengala’), encara que Boddaert va argumentar posteriorment que és més estretament alineat amb els loris de Ceilan (actual Sri Lanka) i Bengala.
Entre 1800 i 1907, es van descriure diverses espècies de loris lent, tot i que el 1952 el primatòleg William Charles Osman Hill les va unir totes en una sola espècie (N. coucang), en el seu llibre de referència Primates: Comparative Anatomy and Taxonomy. El 1971 Colin Groves reconegué el loris pigmeu (N. pygmaeus) com una espècie separada, i dividí l'espècie N. coucang en 4 subespècies. El 2001 el propi Groves va dir que hi havia 3 espècies de loris lent (N. coucang, N. pygmaeus i N. bengalensis), i que N. coucang tenia 3 subespècies (Nycticebus coucang coucang, N. c. menagensis i N. c. javanicus). Aquestes 3 subespècies foren promogudes el 2010 a la categoria d'espècie, donant lloc al loris de Java (N. javanicus) i al loris de Borneo (N. menagensis), i deixant al loris lent (N. coucang) sense subespècies. La diferenciació d'espècies es va basar en gran manera en diferències morfològiques, com la mida, el color del pèl i les marques del cap.
Quan Étienne Geoffroy Saint-Hilaire va definir el gènere Nycticebus el 1812, va utilitzar al loris lent com l'espècie tipus. Això fou qüestionat el 1921 pel zoòleg britànic Oldfield Thomas, el qual va assenyalar que hi havia certa confusió sobre l'espècimen utilitzat com a espècie tipus, i va suggerir que l'espècimen tipus fos el loris de Bengala (N. bengalensis). Hi va haver també certa confusió durant els primers anys de 1800, quan el Tardigradus coucang descrit per Boddaert, fou malinterpretat per Carl von Linné com el Lemur tardigradus, el qual havia estat descrit a la 10a edició del Systema Naturae (1758), referint-se a un loris esvelt. No obstant això, els mastòlegs Witmer Stone i James A. G. Rehn van aclarir aquest error el 1902.
L'espècie té 50 cromosomes (2n=50) i una mida del genoma de 3.58 pg. Dels seus cromosomes, 22 són metacèntrics, 26 són submetacèntrics i cap és acrocèntric. El cromosoma X és submetacèntric, mentre que el cromosoma Y és metacèntric.
Per ajudar a aclarir els límits entre espècies i subespècies, i per determinar si les classificacions basades en la seva morfologia eren consistents amb les relacions evolutives, es van investigar les relacions filogenètiques dins del gènere Nycticebus fent servir seqüències d'ADN derivades dels marcadors d'ADN mitocondrial D-loop i citocrom b. Tot i que la majoria de llinatges del gènere Nycticebus (el loris pigmeu, el loris de Borneo i el loris de Java) mostraven ser genèticament diferents, les anàlisis suggerien que les seqüències d'ADN d'alguns individus de loris lent i loris de Bengala compartien aparentment una relació evolutiva més estreta entre ells, que amb individus de la pròpia espècie. Davant d'aquest fet, es va suposar que aquest resultat es podia explicar per mitjà de la introgressió, donat que els individus analitzats d'aquest dos tàxons eren originaris de la mateixa regió del sud de Tailàndia, encara que l'origen precís d'un dels individus de loris lent fos desconegut. Aquesta hipòtesi fou corroborada per un estudi del 2007 que comparava les variacions de l'ADN mitocondrial entre el loris de Bengala i el loris lent, i suggeria que s'havia produït un flux genètic entre les dues espècies.

## Descripció física
El loris lent té uns anells foscos que envolten els ulls grans, un nas blanc amb una franja blanquinosa que s'estén cap al front i una franja fosca que s'estén des de la part del darrere del cap fins a la part baixa de l'esquena. Té un pelatge suau, gruixut i llanós amb coloració que varia entre el marró clar i el marró vermellós fosc, amb el ventre més clar. L'espècie es diferencia del loris de Bengala, en les marques fosques que envolten els ulls del loris lent, les quals es troben a la part posterior del cap amb la franja fosca que recorre l'esquena. Tendeix a tenir una franja blanca entre els ulls i una zona de coloració fosca al voltant dels ulls, que són molt més visibles que les del loris Bengala, i també un pelatge més marronós que el del loris de Bengala que és més gran, més gris, i mostra menys contrast. El loris lent té menys pèl facial blanc que el loris pigmeu, que  és molt més petit. Hi ha variacions locals de color.

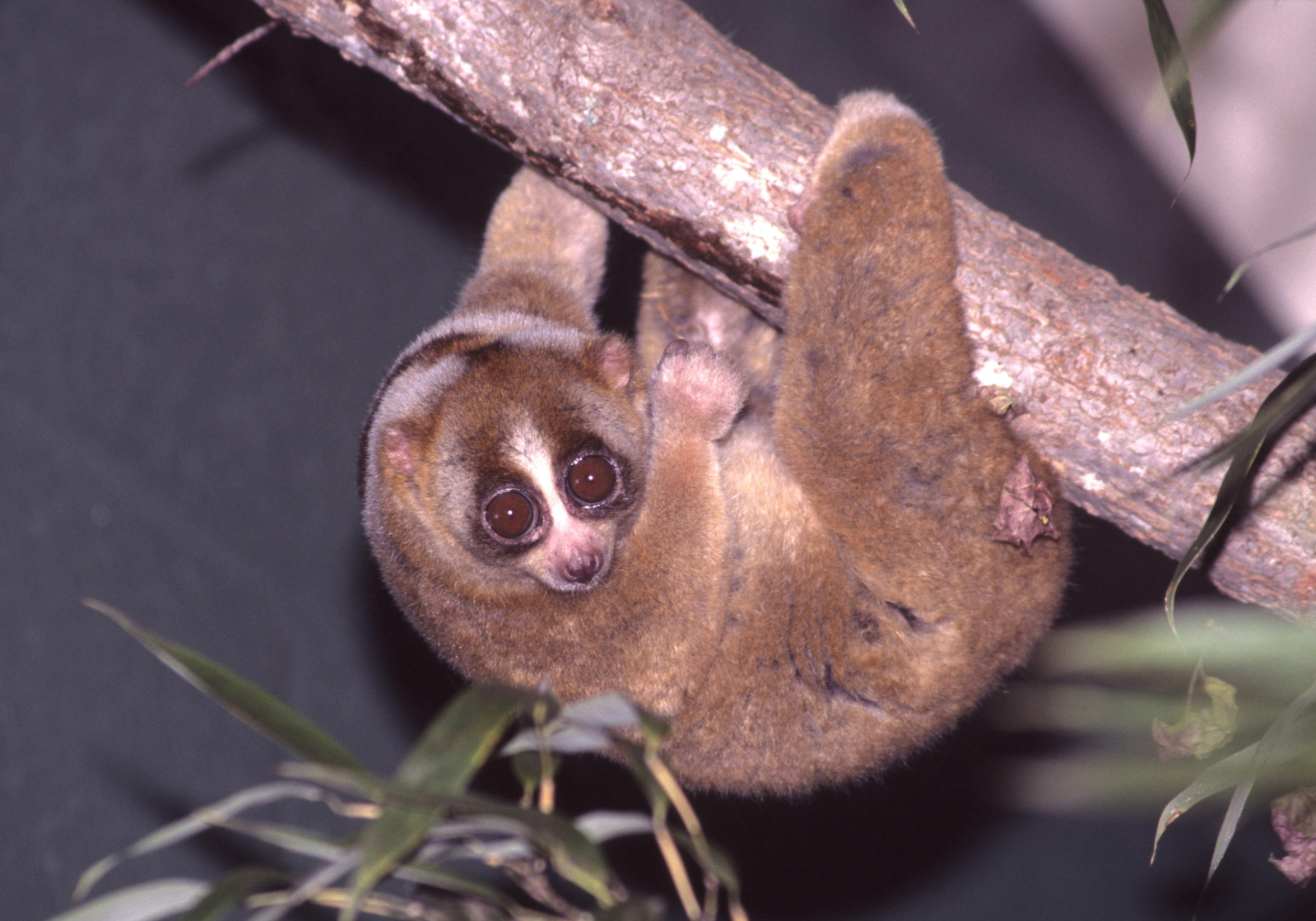
El loris lent generalment s'aferra a les branques amb, com a mínim, tres extremitats alhora.

Té una mida entre 27 i 38 centímetres i un pes entre 599 i 685 grams. Al contrari que el loris de Bengala, el loris lent no mostra cap dimorfisme sexual en el pes. La cua vestigial, amagada sota el pelatge, està reduïda a un monyó. Té una pinta dental, de sis dents encarades cap endavant, formada pels incisius i les dents canines de la mandíbula inferior. Aquesta estructura dental és utilitzada generalment per la neteja d'altres individus, encara que també l'utilitzen per obtenir la goma dels arbres quan cerquen aliment. Té un segon dit escurçat i unes mans que s'aferren amb força. Com altres loris, excreten un líquid de forta olor a través de les glàndules que tenen al costat interior dels colzes, i que utilitzen per a comunicar.
Un dels trets distintius més important entre totes les espècies de loris és la locomoció. El loris lent es mou lentament entre els arbres fent servir les quatre extremitats i sempre en té tres recolzades en algun punt de suport. El seu moviment ha estat descrit com únic, semblant a gatejar, o com si tractés de grimpar en totes direccions. El loris lent canvia de direcció fent poc soroll o amb poc canvi de velocitat. En captivitat, aproximadament una quarta part del temps el passa movent-se a quatre potes (quadrupedisme), un quarta part suspés o penjant, una quartar part grimpant, i el quart restant subjecte a diverses branques (fent de pont entre branques). La seva gran capacitat de subjecció, li permet penjar cap per avall d'un o els dos peus durant un llarg període.

## Comportament i ecologia
Com altres loris lents, el loris lent és un primat nocturn i arborícola que dorm de dia a les bifurcacions de les branques dels arbres, o entre la vegetació espessa, i s'alimenta de nit de fruits e insectes. Al contrari que altres espècies de loris, passa als arbres la major part de la seva vida. Mentre el loris de Bengala sovint dorm al terra, el loris lent dorm enrotllat com una bola a les branques o entre les fulles. Generalment dorm en solitari, encara que se l'ha vist dormint amb altres individus, inclosos altres adults. Els adults viuen en territoris solapats d'entre 0.004 i 0.25 km².
Malgrat el seu lent mentabolisme, el loris lent té una dieta altament energètica. El seu estil de vida lent pot ser a causa del cost energètic de desintoxicar els determinats components vegetals secundaris, de molts dels gèneres de plantes que formen part de la seva dieta. La major part del temps s'alimenta de saba del floema (34,9%), el nèctar de les flors i d'altres parts de les plantes (31,7%), i fruits (22,5%). També s'aliment de goma, artròpodes, com les aranyes, e insectes. La goma és obtinguda llepant les ferides dels arbres. També s'alimenta de mol·luscs, com el cargol gegant africà (Achatina fulica), i d'ous d'ocells.
Totes les espècies de loris produeixen una toxina a les glàndules que tenen al costat interior dels colzes. Aquesta es untada per tot el seu cos i el de les seves cries, fent servir la pinta dental quan es netegen. Quan se sent amenaçat per predadors, el loris lent pot mossegar, enrotllar-se com una pilota exposant el seu pelatge cobert de la seva saliva tòxica, o rodar i deixar-se caure dels arbres. No obstant això, el mètode principal per evitar els predadors és la cripsi, amb la qual s'amaguen. Els seus predadors són el pitó reticulat, l'àguila astor de l'Índia i el orangutan de Borneo.

### Sociabilitat
El loris lent pot encaixar en un sistema social monògam mascle/femella, encara que principalment és un animal solitari. Un estudi mostrà que només passaven amb altres individus el 8% del seu temps d'activitat. On els territoris s'encavalquen, es formen grup espacials (aquells que comparteix un mateix espai). Aquest grups estan formats per un mascle, una femella i fins a tres cries. Les interaccions entre els individus del grup són en gran part amistoses, ja que inclouen la neteja, seguida de grunyits i crits, encara que els comportaments socials només representen al voltant del 3% de tota la seva activitat. Quan entren en contacte amb altres individus de l'espècie que provenen d'altres territoris, no hi ha generalment cap reacció, donat que el territori no és defensat. Per contra, en captivitat poden ser agressius amb altres individus. Els mascles han mostrat comportament antagònics com atacs, persecucions, amenaces, afirmacions, lluites i subordinacions. La lluita sovint dona lloc a ferides greus. Malgrat això, són generalment sociables en captivitat, la neteja entre individus n'és el comportament social més freqüent.

### Comunicació
Els loris lents adults poden emetre fins a 8 crits diferents, els quals es poden dividir en dues categories: crides de contacte i de cerca de contacte, com xiulets i arrissades breus (un joc social i un crit de cerca d'atenció), i crides agressives i defensives, com arrissades llargues, crits, grunyits i gemecs. Donat que es basen en la cripsi per evitar els predadors, no emeten crits d'alarma. Les cries emeten espetecs i grinyols quan se les molesta. Durant el cicle estral, les femelles emeten xiulets quan entren en contacte visual amb un mascle. Quan exploren nous entorns i durant l'ús d'objectes, també emeten unes vocalitzacions ultrasòniques, que són inaudibles pels humans.
La comunicació olfactiva és molt important per aquesta espècie, ja que té un paper fonamental alhora d'informar als altres de la identitat, l'estat físic i la posició de l'individu. També és important per la reproducció. Com altres loris lents, el loris lent (espècie) té unes glàndules, a l'interior dels colzes, que exsuden olis. La glàndula és llepada per escampar el mesc i es creu que ha evolucionat per la comunicació. És tòxica pels humans, i si una persona és al·lèrgica a l'animal, pot entrar en xoc i fins i tot morir. També té glàndules a l'anus. Quan troba el mesc d'un altre individu pot fregar-se el rostre amb el substrat on s'ha trobat el mesc. El loris lent pot somriure o deixar al descobert les seves dents. Quan estan estressats, els infants poden somriure, mentre que els adults mostren les dents per mostrar agressivitat o por, encara que també durant el joc.

### Reproducció

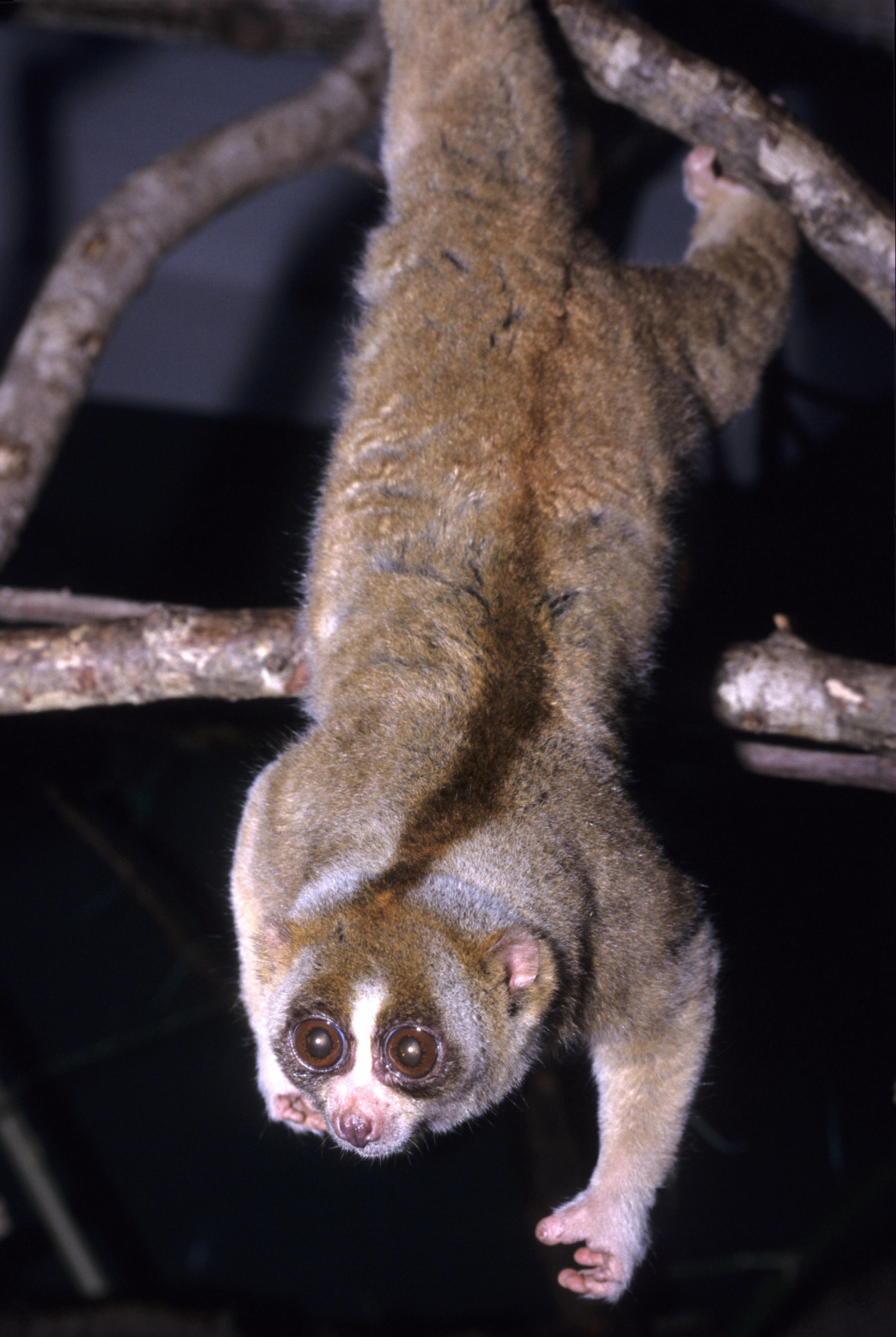
Les femelles pengen d'una branca durant la còpula.

La reproducció és una de les poques ocasions en les que el loris lent s'uneix a altres individus, donat que és molt solitari. Una estudi informà que el grup més gran de loris lents mai vist era de 6 individus, el qual semblava ser format per una femella en zel i cinc mascles seguint-la. Això podria suggerir un sistema d'aparellament més promiscu, on les femelles s'aparellen amb més d'un mascle. Malgrat això, la mida del seu testicle és petita en comparació amb la d'altres prosimis de mida similar, el qual és indicatiu de monogàmia. A la natura, el sistema d'aparellament del loris lent es creu que varia entre poblacions.
La maduresa sexual s'assoleix entre els 18 i 24 mesos en les femelles, i al voltant dels 17 mesos en els mascles. Les femelles tenen molts períodes de receptivitat sexual durant l'any. No obstant això, en captivitat es produeix un pic clar de naixements entre el març i el maig. S'ha observat que els patrons reproductius dels prosimis captius a l'hemisferi nord s'alteren. El cicle estral té una durada d'entre 29 i 45 dies, amb la majoria de còpules concentrades el mateix dia.
Les femelles en zel són seguides per mascles, amb la còpula iniciada per elles. La femella es penja d'una branca i emet vocalitzacions. Aleshores, el mascle s'agafa a la femella i a la branca i copula amb ella. Les marques d'orina i les vocalitzacions també són utilitzades per la femella per demanar aparellament.
El període de gestació té una durada mitjana de 192,2 dies, després del qual neix una cria, encara que s'han donat casos de bessons. Tant els mascles com les femelles es dispersen a la natura, el qual té lloc entre els 16 i 27 mesos.

## Distribució i hàbitat
El loris lent es troba a les selves tropicals amb dossers continus, encara que és un animal adaptable que també pot viure en altres menes d'hàbitats. Viu a Indonèsia (a les illes de Sumatra, a Batam i Galang a l'arxipèlag de Riau, i a Pulau Tebingtinggi i Bunguran al nord de les illes Natuna), a Malàisia (a la península de Malaca i l'illa Tioman), a Tailàndia (a l'istme de Kra) i a Singapur.
El loris lent és simpàtric (comparteix territori) amb el loris de Bengala a Tailàndia, on s'han produït híbrids entre les dues espècies.

## Estat de conservació
A l'avaluació del 2008 de la llista vermella de la Unió Internacional per la Conservació de la Natura (UICN), el loris lent fou avaluat com "vulnerable", i el juny de 2007 fou inclòs dins l'Apèndix II de la llista del CITES, el que indica una preocupació real sobre l'estat del comerç internacional d'aquesta espècie, un acte actualment prohibit pel dret internacional. A més, també està protegit per les lleis indonèsies, encara que l'aplicació de la llei no sembla massa estricte. La mida de la seva població és desconeguda, el que indica que cal que es facin més estudis que confirmin el seu estat de conservació.

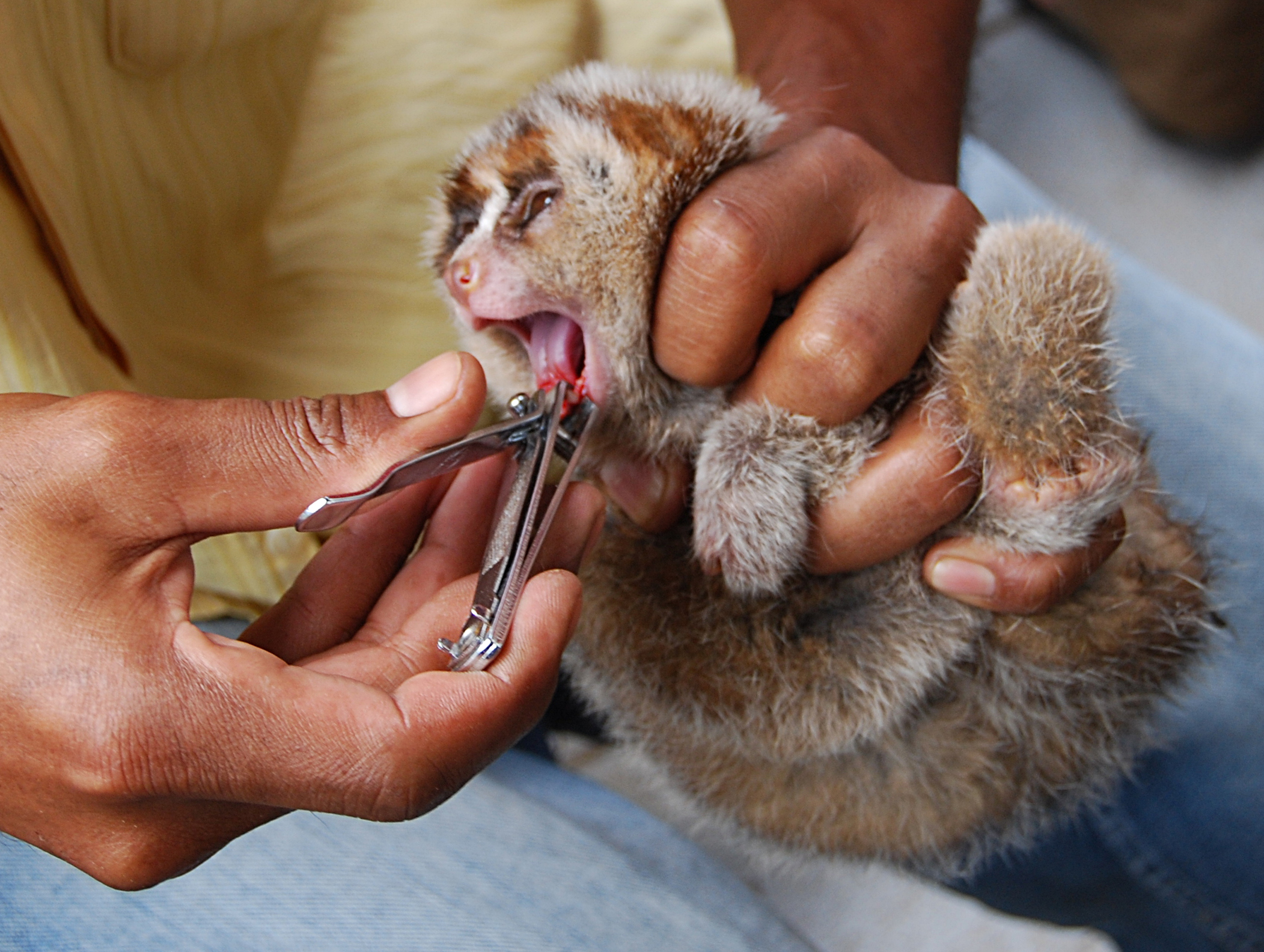
Treure o llimar les dents del loris lent li pot provocar infeccions i la mort.

El loris lent està enormement amenaçat pel comerç de mascotes, ja que és molt venut com a mascota exòtica arreu del sud-est asiàtic. Aquesta és l'espècie de primats protegits més venuda del sud-est asiàtic.> Quan es venut com mascota, sovint li treuen les dents, per evitar-li ferides al propietari. Això li pot provocar infeccions dentals, les quals poden tenir un índex de mortalitat de fins al 90% dels casos. A més, un cop ha perdut les seves dents, n'és impossible la seva reintroducció a la natura. A causa del seu elevadíssim índex de mortalitat en captivitat, causat per l'estres, una nutrició inadequada i les infeccions, el seu comerç com a mascota està inflat amb substitucions. També cal destacar que amb un major poder adquisitiu, les poblacions humanes estan creixent en el territori d'aquesta espècie, fet que podria tenir un impacte encara més greu.
El loris lent també es veu amenaçat amb la seva captura pel seu ús en la medicinal tradicional, el qual és il·legal. El seu pelatge s'utilitza per guarir ferides, la seva carn per curar l'epilèpsia i els problemes d'asma i d'estómac, i els ulls s'utilitzen en pocions amoroses. També és mort a causa del fet que és considerat una plaga. La severa pèrdua i degradació del seu hàbitat arreu del seu territori, ha provocat un gran declivi de la seva població, fins i tot, sent més adaptable a l'impacte humà sobre l'entorn que altres espècies de primats de la regió. La fragmentació de l'hàbitat ha limitat la dispersió biològica d'aquesta espècie, ja que depèn de la cobertura del dosser continu per moure's entre els arbres.

### Obres i publicacions citades
- Alterman, L. «Toxins and toothcombs: Potential allospecific chemical defenses in Nycticebus and Perodicticus». A: Alterman, L., Doyle, G.A., Izard. M.K. Creatures of the Dark: The Nocturnal Prosimians.  Nova York: Plenum Press, 1995. ISBN 978-0306451836. OCLC 33441731. (anglès)
- Ankel-Simons, F. Primate anatomy, an introduction. Third edition.  San Diego: Elsevier, 2007. ISBN 9780120586707. OCLC 42622248. (anglès)
- Chasen, F.N. «A handlist of Malaysian mammals». Bulletin of the Raffles Museum, vol. 15, 1940, pàg. 1–209. Arxivat de l'original el 2011-06-06 [Consulta: 30 agost 2011]. Arxivat 2011-06-06 a Wayback Machine. (anglès)
- Elliot, Daniel Giraud. A Review of the Primates.  New York, New York: American Museum of Natural History, 1913 (Monograph series, no. 1). OCLC 1282520. (anglès)
- Fooden, Jack «Report on primates collected in western Thailand January–April, 1967». Fieldiana Zoology. Field Museum of Natural History [Chicago], vol. 59, n.1, 1971, pàg. 1-62. ISSN: 0015-0754. (anglès)
- Groves, C.P. «Systematics of the genus Nycticebus». A: Proceedings of the 3rd International Congress of Primatology, Zurich 1970. vol. 1.  Basel: Karger, 1971, p. 44–53. (anglès)
- Groves, C.P. Primate Taxonomy.  Smithsonian Institution Press, 2001. ISBN 978-1560988724. OCLC 44868886. (anglès)
- Groves, Colin. Wilson, D. E., Reeder, D. M. (editors). Mammal Species of the World. 3a edició.  Johns Hopkins University Press, 2005, p. 2142 pp. ISBN 0-801-88221-4. (anglès)
- Hagey, L.R.; Fry, B.G.; Fitch-Snyder, H. Gursky, S.L., Nekaris, K.A. I. Primate Anti-Predator Strategies.  Springer, 2007 (Developments in Primatology: Progress and Prospects). DOI 10.1007/978-0-387-34810-0. ISBN 978-0-387-34807-0. «Talking defensively, a dual use for the brachial gland exudate of slow and pygmy lorises» (anglès)
- Ishida, H.; Jouffroy, F.K.; Nakano, Y. «Comparative dynamics of pronograde and upside down horizontal quadrupedalism in the slow loris (Nycticebus coucang)». A: Jouffroy, F.K., Stack, M.H., Niemitz, C.. Gravity, posture and locomotion in primates.  Florence, Italy: Il Sedicesimo, 1986. ISBN 9788885342019. OCLC 27036881. (anglès)
- Martin, R.D.. «Phylogenetic aspects of prosimian behavior». A: Doyle, G.A., Martin, R.D. The Study of Prosimian Behavior.  Nova York: Academic Press, 1979. ISBN 9780122221507. OCLC 3912930. (anglès)
- Nekaris, A.; Bearder, S.K. «The Lorisiform primates of Asia and mainland Africa». A: Campbell, C.J., Fuentes, A., MacKinnon, K.C., Panger, M., Bearder, S.K.. Primates in perspective.  Nova York: Oxford University Press, 2007. ISBN 978-0-19-517133-4. OCLC 60664435. (anglès)
- Nowak, R. Walker's Mammals of the World. vol. Volume 1. 5a ed.  Maryland, Baltimore: Johns Hopkins University Press, 1991. ISBN 9780801839702. OCLC 24141759. (anglès)
- Osman Hill, W.C.. Primates: Comparative Anatomy and Taxonomy. Strepsirhini.  Edinburgh, Scotland: Edinburgh University Press, 1952. (anglès)
- Osman Hill, W.C «Early records of the Slender Loris and its allies». Proceedings of the Zoological Society of London, vol.123, n.1, 1953, pàg. 43–47. DOI: doi:10.1111/j.1096-3642.1953.tb00153.x. (anglès)
- Roonwal, M.; Mohnot, S. «Slow loris». A: Primates of South Asia: ecology, sociobiology, and behavior.  Cambridge, Massachusetts: Harvard University Press, 1977. ISBN 9780674704855. OCLC 2388247. (anglès)
- Rowe, N. A pictorial guide to the living primates.  Nova York: Pogonias Press, 1996. ISBN 9780964882515. OCLC 35692646. (anglès)
- Saint-Hilaire, Étienne Geoffroy. Suite au Tableau des Quadrummanes. Seconde Famille. Lemuriens. Strepsirrhini. vol. 19.  Annales du Muséum National d'Histoire Naturelle, 1812, p. 156–170. (francès)
- Schulze, H.; Groves, C. «Asian Lorises: taxonomic problems caused by illegal trade». A: Nadler, T., Streicher, U., Hà, T.L. Conservation of Primates in Vietnam.  Hanoi, Vietnam: Frankfurt Zoological Society, 2004. OCLC 60527537. (anglès)
- Stone, Witmer; Rehn, James A.G «A collection of mammals from Sumatra, with a review of genera Nycticebus and Tragulus». Proceedings of the Academy of Natural Sciences of Philadelphia, vol. 54, 1902, pàg. 127–142. (anglès)
- Thomas, Oldfield «Note on the nomenclature of the Northern Slow-loris». The Journal of the Bombay Natural History Society, vol. 28, 1922, p.433. (anglès)